# Henryk Hewelt
Henryk Hewelt (kaszub.) Henrik Héwelt (ur. 31 maja 1936 w Rębie, zm. 7 lipca 1995 w Gdyni) – kaszubski artysta ludowy, rzeźbiarz, gawędziarz i poeta.

## Życiorys
Urodził się 31 maja 1936 r. w Rębie k. Przodkowa na Kaszubach, jako syn Roberta i Waleski z d. Krefft. Tam też ukończył szkołę podstawową. Większość dorosłego życia spędził w Gdyni. Z wykształcenia (ukończył 3-letnią szkołę zawodową oraz 3-letnie liceum zawodowe) elektryk. Po ukończeniu szkoły zawodowej pracował w Wojewódzkim Przedsiębiorstwie Komunikacyjnym, następnie w Gromadzkiej Radzie Narodowej w Pomieczynie, w Stoczni Gdańskiej, a następnie przez 20 lat w firmie Polcargo w Gdyni. Żonaty z Lidią z d. Smykla. Znał język kaszubski, polski, niemiecki i angielski.
Zmarł 7 lipca 1995 r. w Gdyni. Jest pochowany w Gdyni na Cmentarzu przy ul. Spokojnej (sektor 21, rząd 13 nr 5).

## Twórczość
Aktywność na polu sztuki ludowej zaczął wykazywać w latach 70., kiedy zajął się rzeźbą. Charakterystyczne dla Hewelta są drewniane płaskorzeźby i figurki o tematyce religijnej i wierzeń ludowych (tzw. "świątki"). Jak sam twierdził, inspirację czerpał z otaczającego świata. Jego rzeźby trafiły do kolekcji prywatnych i publicznych (m.in. Muzeum Narodowego w Gdańsku, Muzeum Rumi).
Oprócz rzeźby zaczął od l. 80. zaczął prezentować swoją twórczość słowną. W 1983 r. na łamach pomorskiego czasopisma "Pomerania" zadebiutował wierszem "Dzéń Zôdëszny". Na łamach tego pisma ukazała się większa liczba jego wierszy. W kolejnych latach pojawiały się one m.in. w piśmie "Norda" i antologiach kaszubskiej poezji. Najwięcej wierszy wydano już pośmiertnie, dużą ich część zbierając w, wydanym już w 1996 r. tomiku "Nie odińda bez pożegnaniô". Według Eugeniusza Pryczkowskiego napisał ponad 80 wierszy. Jednocześnie twórczość Hewelta jest szeroko wykorzystywana w konkursach poetyckich i w działalności edukacyjnej, trafiając również do podręczników języka kaszubskiego. W swej niedługiej twórczości poetyckiej Henryk Hewelt nieustannie dokonywał obrachunku z życiem, dziękował ziemi przodków, że dozwoliła mu wniknąć w głąb i poznać jej piękno.
W 1984 r. zaczął występować jako gawędziarz na Turnieju Gawędziarzy Ludowych Kaszub i Kociewia w Wielu, kilkukrotnie go wygrywając (1987, 1990, 1991, 1992). Gawędami dzielił się również w kaszubskojęzycznym programie telewizyjnym "Rodnô Zemia". Jako gawędziarz Henryk Hewelt odznaczał się dużym humorem i satyrą, nacechowanymi życzliwym komizmem, ośmieszającym przywary i wady współczesnych Kaszubów.
Za swą twórczość gawędziarską, poetycką i rzeźbiarską artysta otrzymał wiele nagród i wyróżnień w różnego typu konkursach i przeglądach. Doceniony został także przez kolejnych dyrektorów WOK w Gdańsku, otrzymując z okazji Zjazdów Twórców Ludowych Ziemi Gdańskiej nagrody za „osiągnięcia twórcze i cenny wkład pracy w popularyzację współczesnej sztuki ludowej naszego regionu”. W 1987 roku przyznano Heweltowi za działalność artystyczną odznaczenie "Zasłużony działacz kultury". W 1988 r. został także odznaczony Srebrnym Krzyżem Zasługi. Od 1985 r. przez 8 lat prezes Gdańskiego Oddziału Stowarzyszenia Twórców Ludowych, a od 1990 r. członek Zarządu Głównego. Od 1978 r. członek Zrzeszenia Kaszubsko Pomorskiego. Przez kilka lat prowadził szkółkę rzeźbiarstwa w Niemczech.

## Upamiętnienie
W 2013 r. Bibliotece Publicznej Gminy Przodkowo w Przodkowie nadano imię Henryka Hewelta.

## Publikacje
- "Nie odińda bez pożegnaniô", Gdynia 1996 (pierwsze wyd.), Banino 2013 (drugie wyd.)

## Odznaczenia i wyróżnienia
- Srebrny Krzyż Zasługi (1988)
- Zasłużony działacz kultury (1987)